# Carassius gibelio
La carpa di Prussia (Carassius gibelio Bloch, 1782), nota come "Rumatèra" in dialetto veneto, Rügatèra in lombardo è un pesce d'acqua dolce, appartenente alla famiglia Cyprinidae.

## Distribuzione e habitat
Questa specie è originaria di un'area che va dal nord dell'Europa centrale alla Siberia, anche se è stata introdotta nel XIX secolo in quasi tutta Europa assieme agli avannotti di carpa. La sua reale distribuzione in Europa e in Italia non è nota, perché il riconoscimento di questa specie dalle altre del genere Carassius è molto difficile, senza contare il fatto che questi pesci possono ibridarsi tra loro generando prole fertile.
Popola le acque dolci lente e ricche di vegetazione, soprattutto canali, laghi e paludi. Le popolazioni dei laghi profondi in inverno migrano negli emissari ed immissari per trovare acque più ricche di ossigeno. Sopporta comunque molto bene le acque calde e scarsamente ossigenate.

## Descrizione
Il corpo ha l'aspetto tipico del genere, piuttosto allungato, compresso ai fianchi, con profilo dorsale e ventrale più arcuati se l'individuo è più anziano di un giovane. È simile al carassio e al pesce rosso. Le scaglie sono grandi, le pinne robuste. La pinna dorsale ha margine dritto o leggermente concavo (al contrario che in C. carassius in cui è convesso).
La livrea grigiastra argentea, il che lo differenzia da C. auratus in cui, negli esemplari selvatici, la livrea è bronzea con riflessi dorati.
Raggiunge una lunghezza massima di 35 cm.

## Riproduzione
La carpa di Prussia si riproduce prevalentemente in partenogenesi, ovvero le femmine depongono uova che non necessitano di fecondazione maschile. Ne consegue che le popolazioni europee sono composte nella quasi totalità da femmine, mentre nella popolazione originaria siberiana studi scientifici hanno riscontrato che i maschi sono soltanto il 25% del totale. Tuttavia la riproduzione con due gameti differenti è possibile, tanto da permettere alle carpe di Prussia di ibridarsi spesso con maschi di Carassius auratus e Carassius carassius.
La deposizione avviene tra aprile e agosto.

## Alimentazione
Questa specie ha dieta onnivora, si nutre di vegetali, invertebrati, crostacei e piccoli pesci.

## Predatori
È preda abituale del Persico trota, del luccio, del siluro e del lucioperca.

## Pesca
In Italia non è pescato per il commercio e la sua carne, ma solamente per pesca sportiva. Non vi sono limitazioni in quanto è considerata specie infestante.

## Tassonomia
Viene da alcuni autori considerato una sottospecie del pesce rosso. Non è chiaro se si tratti di un ibrido fra altre specie del genere o se sia una specie valida.